# つげ義春幻想紀行
『つげ義春幻想紀行』（つげよしはるげんそうきこう）は、1998年2月20日に立風書房から刊行された権藤晋（高野慎三）の随筆、紀行文集。つげ義春の作品に登場する場所を実際に訪れた紀行文からなる9章からなる異色の随筆集で、全編がつげ義春への熱い思いに満ちており、つげ研究者のバイブル的書籍となっている。
2001年4月に『つげ義春を旅する』と改題・増補されて、高野慎三名義でちくま文庫から刊行された。

## 概要
1993年頃、北冬書房を主催する権藤は、元ツァイトの山中潤からつげ義春に関するCD-ROMを制作するについて参加してほしい旨の要請を受ける。内容については一任するという話であったため、権藤はつげの了解の下に企画を練るが、その際に野田宇太郎の「文学散歩」を思い出し、「つげ義春マンガ散歩」といった内容も加える考えであった。
野田宇太郎の「文学散歩」というのは、野田の解説の元に早稲田界隈、雑司ヶ谷などの夏目漱石、森鷗外といった文豪ゆかりの地を巡る一種の文学巡礼のようなものだったらしい。権藤は1950年代の学生時代に一度だけ参加している。その際に、野田の巧みな話術に、文学への関心が薄かったにもかかわらず、非常に充実した気分を持つことができた。そしてCD-ROM製作スタッフとつげ作品の舞台となった土地をいくつか訪れるが、最中に企画自体が理由もなく宙に浮いてしまう。
その1年後に、古本マンガ専門店「まんだらけ」社長である古川益三の依頼で、季刊誌「まんだらけ」に連載を依頼される。即座に「つげ義春マンガ散歩」を思いつき、以降2年間にわたって、「つげ義春幻想行」のタイトルで連載する。本書に収められているのはその8回分であるが、「『もっきり屋の少女』之章」だけは書き下ろしである。

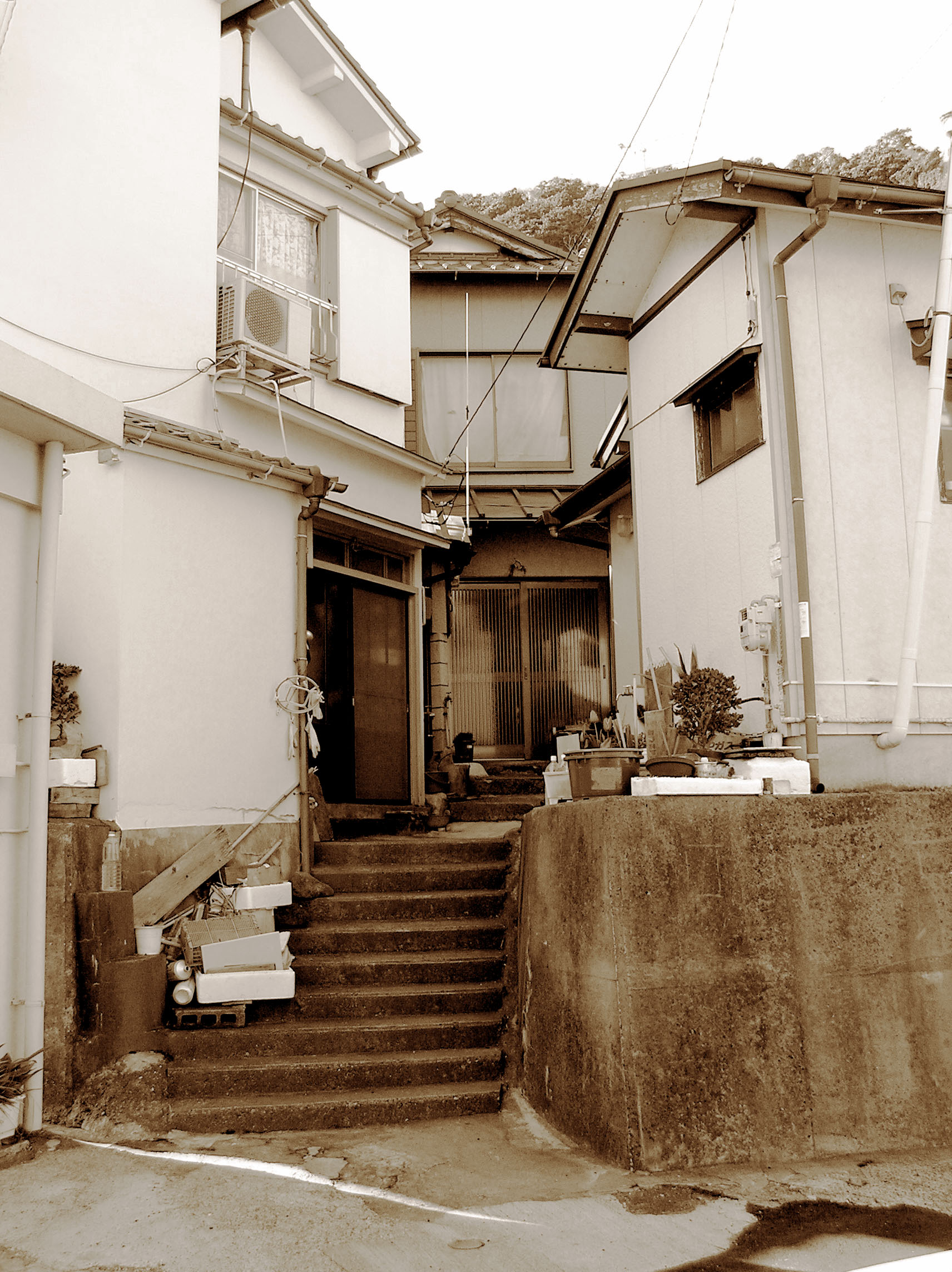
『ねじ式』で機関車が民家の合間から飛び出してくるシーンに描かれた太海漁港近くの民家

つげ義春の作品に描かれた土地を訪れる企画であることから当然ながら、ひなびた湯治場、鉱泉、漁村、山里、宿場、東京の下町などが中心となる。この紀行文に収められた旅の中で、権藤は多くの発見をする。
「『二岐渓谷』之章」での湯小屋温泉の取材時に、つげの作品「枯野の宿」の商人宿の部屋の壁一面に描かれたのと同じ竹林の中に三重塔が建つ図柄を湯小屋温泉の部屋に発見してしまうという逸話がある。「枯野の宿」では、その宿の息子が壁画を書いたことになっているが、実際は湯小屋温泉の主人が書いたものであった。その隣の部屋につげは宿泊していることを宿の主人から聞きだす。「枯野の宿」の酒飲みのどら息子は、この宿の主人がモデルであったのだ。さらには、主人の風貌とタバコを持つ”時代離れ”した手つきが同じくつげの「会津の釣り宿」の宿の主人と同じであることを見抜く。また、岩瀬湯本温泉では、「ねじ式」に登場する家並みに似た光景を発見してしまう。こうして、各地でつげの原風景を次々に”看破”してゆく。権藤はつげをよく知る読者に、あたかもその瞬間に立ち会うかのごとく臨場感を与えることに成功している。有名な「ねじ式」での主人公少年の乗った蒸気機関車が民家の間に到着する元になった房総の太海漁港の場所もしっかりと写真で収められている。
本書は、訪問先の旅館の所在地、電話番号まで掲載され、旅行ガイドとしても機能する。さらに、つげのマンガのコマやイラスト、をはじめ、訪れた先の土地の陰影深いモノクロ写真が数多く挿入され、つげ的世界を描いている。しかしながら、当時ですら鄙びた雰囲気を残した場所を取材した記録であるため、現在ではもはや大きく変遷を遂げている場合が多い。この書を参考に“つげ義春聖地巡礼”をするものも多い。

## 構成

### 『つげ義春幻想紀行』
全208頁からなり、以下のような構成となっている。
- 1「二岐渓谷」之章
- 2「もっきり屋の少女」之章
- 3「海辺の叙景」之章
- 4「初茸がり」「紅い花」「西部田村事件」之章
- 5「ゲンセンカン主人」之章
- 6「大場電気鍍金工業所」之章
- 7「隣りの女」之章
- 8「チーコ」「義男の青春」之章
- 9「ねじ式」之章
- 対談 ワラ屋根のある風景 つげ義春・権藤晋（174頁-205頁）

### 『つげ義春を旅する』
全306頁。上記の刊行本に未収録だった「まんだらけ」の連載分、語りおろしのつげ義春との対談が収録されている。
- 1「二岐渓谷」と秘湯への旅
- 2「もっきり屋の少女」と会津西街道
- 3「会津の釣り宿」と玉梨温泉
- 対談 ワラ屋根のある風景 つげ義春・高野慎三
- 4「海辺の叙景」と外房の海
- 5「初茸がり」「紅い花」「西部田村事件」と一軒の宿
- 6「庶民御宿」と千倉漁港
- 7「ねじ式」のモデルとなった風景
- 8「ゲンセンカン主人」と湯宿温泉
- 9「旅の景色」つげ義春の旅
- 10「猫町紀行」と宿場跡
- 11「大場電気鍍金工業所」をさがして
- 12「隣りの女」と東京・錦糸町
- 13「チーコ」「義男の青春」と路面電車の走る町
- 14「四つの犯罪」「懐かしいひと」と湯河原温泉
- 15「退屈な部屋」「夏の思いで」つげ義春の居る部屋
- 16「散歩の日々」「無能の人」と武蔵野
- 対談 あの頃の調布 つげ義春・高野慎三